# Gilles-François de Gottignies

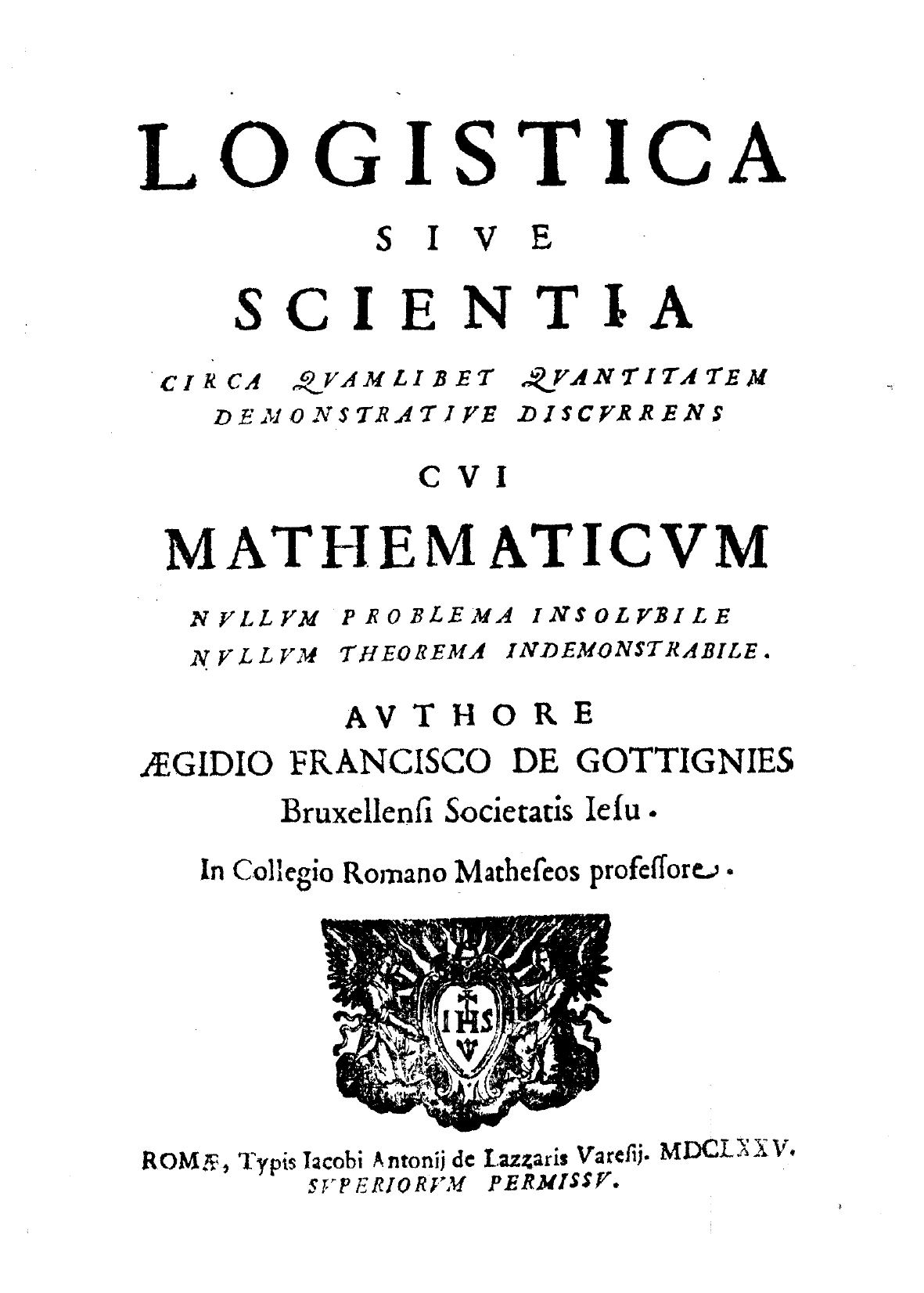
Logistica sive Scientia circa quamlibet quantitatem, 1675

Gilles-François de Gottignies (Bruxelles, 10 marzo 1630 – Roma, 6 aprile 1689) è stato un matematico, astronomo e gesuita belga.

## Biografia
Era molto attivo nella comunità scientifica di Roma e si interessò primariamente di astronomia, nell'epoca post-galileiana in cui essa aveva subito una grande accelerazione grazie ai nuovi strumenti.
Mise in dubbio certe conclusioni di Jean-Dominique Cassini e le sue opere furono spesso tradotte in francese, fra gli altri dal naturalista Buffon.

## Opere
- (LA) Elementa geometriae planae, Roma, Angelo Bernabò, 1669.
- (LA) Logistica sive Scientia circa quamlibet quantitatem, Roma, Iacobi Antonij de Lazzaris Varesij, 1675.
- (LA) Arithmetica introductio ad logisticam universae mathesi servientem continens vulgo usitatam arithmeticam practicam, Roma, Nicolò Angelo Tinassi, 1676.
- (LA) Epistolarum mathematicarum liber primus, Roma, Nicolò Angelo Tinassi, 1678.